# Elpcultuur
De Elpcultuur (ca. 1300-800 v.Chr.) is een bronstijdcultuur in Noord-Nederland en Noordwest-Duitsland. Ook de Hoogkarspelcultuur in West-Friesland wordt gezien als deel van de Elpcultuur, slechts gescheiden door een door het ontstaan van de Zuiderzee veroorzaakte zone zonder vondsten.

## Verbreiding
De Elpcultuur (inclusief Hoogkarspelcultuur) is ten noorden van de IJssel gesitueerd. Ze is genoemd naar het Drentse dorp Elp. De cultuur grenst in het zuidwesten aan de Hilversumcultuur. Beide volgen op de wikkeldraadbekercultuur (2100 v.Chr - 1800 v.Chr.) en de Sögel-Wohldegroep, waarbij de Hilversumcultuur een invloed van de Wessexcultuur Zuid-Engeland en Noord-Frankrijk vertoont, terwijl de Elpcultuur onder invloed van de Midden-Europese grafheuvelcultuur ontstond. 
Zij vormen een cultuurcomplex op de grens tussen de horizonten van de Atlantische en de Noordse bronstijd, het zogenaamde "Noordwestblok".

## Cultuur
De Elpcultuur wordt gekarakteriseerd door aardewerken potten van lage kwaliteit (Duits: "Kümmerkeramik").
De eerste fase wordt gekenmerkt door grafheuvels (1800 - 1200 v.Chr), en is sterk verbonden met gelijktijdige grafheuvels in Noord-Duitsland en Scandinavië, en blijkbaar ook gerelateerd aan de grafheuvelcultuur (1600 - 1200 v.Chr.) in Centraal-Europa. In deze periode werden de doden begraven in ondiepe kuilen en bedekt door een lage grafheuvel. 
Deze fase werd gevolgd door een periode 1200 tot 800 v.Chr. waarin de cultuur onder de invloed kwam van de Centraal-Europese urnenveldencultuur. De doden werden niet meer begraven, maar gecremeerd en bijgezet in urnenvelden en lage grafheuvels. Familiebegraafplaatsen kwamen alleen in de latere fasen voor.

## Woningen
De Elpcultuur staat bekend om haar gebruik van het langhuis, dat mensen en dieren in hetzelfde gebouw huisvestte. Deze langhuisconstructies laten een uitzonderlijke lokale continuïteit zien die tot in de twintigste eeuw doorloopt: nog steeds is het langhuis het normale type boerderijtype in de laaglanden van Noordwest-Europa en Nederland. 
De lokale traditie om zich te concentreren op de veeteelt bleef in stand bij de Saksen en Friezen. Hun huizen werden in de vochtige vlakten op natuurlijke heuvels geplaatst, terwijl alle andere Germaanse stammen sedentaire landbouw beoefenden.
Teruggaand naar de wortels van deze traditie, wordt algemeen aangenomen dat de oorsprong ervan ligt in de bronstijd, tussen 1800 en 1500 v.Chr. 
Mogelijk vond al zo rond 1800 v.Chr. de overgang van een tweebeukige naar een driebeukige boerderij plaats, vergelijkbaar met wat men weet uit Scandinavië, waar het driebeukige huis zich ongeveer op hetzelfde moment ontwikkelde.
De gewoonte om vee binnen een gebouw en zelfs binnen het eigen woonhuis te houden zou op een nieuwe nadruk op de melkproductie en het maken van kaas kunnen wijzen, vooral omdat het drinken van melk mogelijk werd gemaakt door een gen tegen lactose-intolerantie, welk als eerste onder neolithische Noord-Europese populaties ontstond. Het stallen van vee was noodzakelijk om te voorkomen dat koeien in koude omstandigheden minder melk zouden geven.
Bescherming tegen veediefstallen zou als motief ook kunnen passen bij deze cultuur. Grafgiften, rotstekeningen en depotvondsten getuigen dat dit tijdperk een sterke strijdcultuur kende.
Sociale uitwisseling en de rol van het bovennatuurlijke zijn ook belangrijk geweest. Men vindt in graven bijvoorbeeld stapels koeienhuiden, en zowel in Zweden als Denemarken vindt men resten van offerdieren.
De Elpcultuur werd opgevolgd door de Harpstedt-Nienburgcultuur van de pre-Romeinse ijzertijd.